# Mariusz Podgórski
Mariusz Podgórski (ur. 1975) – polski sędzia piłkarski, I ligowy (Dolnośląski ZPN).
2 maja 2008 r. sędziował mecz pomiędzy Lechem Poznań a Jagiellonią Białystok. Mecz zakończył się wynikiem 6:1. Arbiter przy stanie 1:1 pokazał kontrowersyjne czerwone kartki dwóm graczom gości - Markowi Wasilukowi i Jackowi Markiewiczowi, co niewątpliwie zaważyło na wyniku spotkania. Sędzia po meczu spotkał się na łamach mediów z wieloma nieprzychylnymi wypowiedziami dziennikarzy, czy też piłkarza Jagiellonii, Radosława Kałużnego.
6 maja 2008 arbiter został odsunięty od prowadzenia spotkań do końca sezonu na skutek sankcji dyscyplinarnych nałożonych przez Kolegium Sędziów PZPN za rażąco niski poziom prowadzenia zawodów.